# Walther Fischer (Energiewirtschaftler)
Walther Fischer (* 2. Mai 1889 in Königsberg (Preußen); † 18. Oktober 1952 in Freising) war ein deutscher Energiewirtschaftler und Hochschullehrer.

## Leben
Fischer studierte Maschinenbau an der Technischen Hochschule in Danzig und war dort nach Ablegung der Diplom-Hauptprüfung sieben Jahre lang als Betriebsingenieur tätig. In dieser Zeit wurde er zum Dr.-Ing. promoviert. Von 1919 bis 1922 war er in der Wärmeabteilung der Gutehoffnungshütte in Oberhausen beschäftigt. 1922 wurde er außerordentlicher Professor, 1927 ordentlicher Professor für Wärmewirtschaft, Heizung und Lüftung an der TH Danzig. 1933 folgte er einem Ruf auf den Lehrstuhl für Energiewirtschaft an der Technischen Hochschule in München.